# John Hopkins (Rennfahrer)

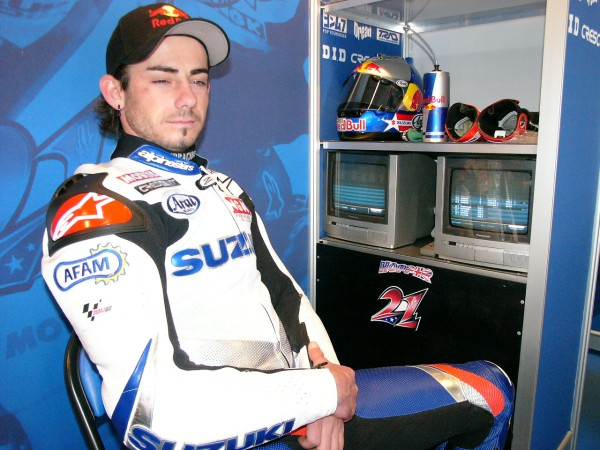
John Hopkins 2005

John „Hopper“ Hopkins (IPA: [dʒɒn 'hɒpkɪnz]) (* 22. Mai 1983 in Ramona, Kalifornien) ist ein US-amerikanischer Motorradrennfahrer.
Hopkins startet seit Jahren bevorzugt mit der Nummer 21. Als Sohn englischer Eltern besitzt er neben der US-amerikanischen auch die britische Staatsbürgerschaft.

## Karriere

### Anfangsjahre
John Hopkins lernte das Motorradfahren auf Motocross-Motorrädern und gewann 1986 sein allererstes Rennen auf einem Minibike. Im Jahr 1999 wechselte er endgültig zum Straßenrennsport.

### MotoGP-Klasse
Zur Saison 2002 kam John Hopkins zu WCM RedBull-Yamaha in die neu geschaffene MotoGP-Klasse, sein Teamkollege war der australische Routinier Garry McCoy. Das Team fuhr mit den damals noch erlaubten, aber weit unterlegenen 500-cm³-Zweitaktern. Hopkins beendete die Saison mit 58 Punkten als respektabler 15. der Gesamtwertung, 25 Punkte vor Teamkollege McCoy.
Zur Saison 2003 wechselte der US-Amerikaner zum Suzuki-Werksteam und bestritt die Saison mit einem 990-cm³-Viertakter. Sein Teamkollege war der Weltmeister des Jahres 2000, Landsmann Kenny Roberts junior. Anfangs fuhr John Hopkins nicht die erhofften Resultate ein, was vor allem an der unterlegenen Leistung seines Motorrades lag. Beim Grand Prix von Japan in Motegi war er in einen Unfall in der ersten Kurve verwickelt, für den man ihm die Schuld gab. Daraufhin wurde er für ein Rennen gesperrt. Am Saisonende lag Hopkins mit 29 Punkten auf dem 17. Rang der Gesamtwertung, wiederum besser platziert als sein Teamkollege.
Die technische Entwicklung seiner Suzuki GSV-R wurde für die Saison 2004 vorangetrieben. Vor allem das Motormanagement wurde verbessert, was die Fahrbarkeit erheblich steigerte. Zum Ende des Jahres hin zeigte die GSV-R einen erheblichen Aufwärtstrend, dennoch gab es auch immer wieder technische Probleme, die die Entwicklung des Motorrades zurückwarfen. Beim Grand Prix von Japan qualifizierte sich John Hopkins erstmals für die erste Startreihe, wurde aber wiederum in einen Startunfall verwickelt. Der Verursacher war diesmal Loris Capirossi, ironischerweise einer der Fahrer, den Hopkins im Vorjahr von der Strecke gerammt hatte. In der Gesamtwertung belegte er in diesem Jahr den 16. Platz.
Auch die Saison 2005 bestritt John Hopkins für Suzuki, das Team zeigte wiederum einen klaren Aufwärtstrend, was man vor allem dem neuen technischen Direktor Paul Denning zurechnete. In Donington Park führte Hopkins zum ersten Mal für kurze Zeit ein Rennen an, seine beste Platzierung in diesem Jahr war Rang fünf in Japan. Der US-Amerikaner belegte am Saisonende den 14. Gesamtrang, seine Trainingsleistungen waren in diesem Jahr oft erheblich besser als seine Platzierungen im Rennen. John Hopkins wurde während der Saison von mehreren anderen Herstellern umworben, entschied sich aber, Suzuki treu zu bleiben und bekam deshalb die Rolle als Nummer-1-Fahrer zugesichert.
In der Saison 2006 bekam John Hopkins mit dem Supersport-Weltmeister von 2003, dem Australier Chris Vermeulen, einen neuen Teamkollegen. Bei der Dutch TT in Assen fuhr er seine erste Pole-Position ein. Hopkins profitierte von den Weiterentwicklungen am Motorrad und den gut funktionierenden Bridgestone-Reifen und fuhr regelmäßig unter die besten zehn, jedoch reichte es nicht für den ersten Podiumsplatz. Zwei vierte Ränge waren seine besten Resultate. In der Gesamtwertung holte er mit 116 Punkten den zehnten Gesamtrang.

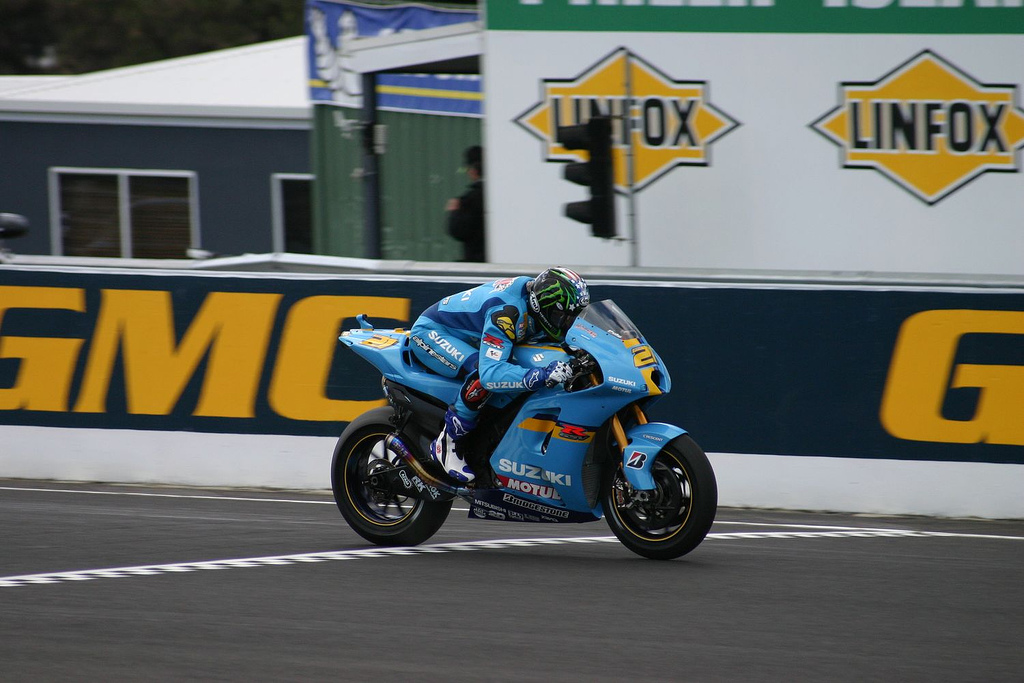
Hopkins 2007 auf Suzuki

Auch die Saison 2007 bestritt Hopkins auf Suzuki. Nachdem das technische Reglement nur noch 800 statt vorher 990 cm³ Hubraum erlaubte, waren alle Hersteller gezwungen, komplett neue Motorräder zu entwickeln. Bei den ersten Tests der neuen Maschinen stellte sich die Suzuki als sehr schnell heraus und zählte zu den Geheimfavoriten für die Saison. Beim vierten Saisonlauf, dem Großen Preis von China in Shanghai, erreichte Hopkins mit Rang drei den ersten von vier Podestplätzen der Saison. Danach fuhr er konstant unter die ersten fünf und schrammte oftmals nur knapp am Podium vorbei. Beim Grand Prix von Tschechien gelang Hopkins Rang zwei, im letzten Saisonrennen in Valencia wurde er Dritter. Die Saison beendete John Hopkins mit 189 Zählern als Vierter der Weltmeisterschaft.
Zur Saison 2008 wechselte John Hopkins nach fünf Jahren bei Suzuki ins Kawasaki-Werksteam, wo er einen Zweijahresvertrag unterzeichnete. Sein Teamkollege war der Australier Anthony West. Hopkins startete mit Rang sieben in Spanien und dem fünften Platz in Portugal gut in die Saison, danach leistete er sich jedoch mehrere Ausfälle. Im Qualifikationstraining zum Großen Preis der Niederlande in Assen stürzte der US-Amerikaner schwer und zog sich einen Bruch des linken Knöchels sowie zwei Schienbeinfrakturen zu, die ihn zu einer Pause von drei Rennen zwangen. John Hopkins kehrte zum Großen Preis von Tschechien zurück und erreichte in den verbleibenden sieben Rennen zwar stets die Punkteränge, fuhr aber ein einziges Mal unter die besten zehn. Beim Großen Preis von San Marino konnte er, nachdem er sich am Vortag mit seiner Ehefrau gestritten und betrunken hatte, nicht an den Freitagstrainings teilnehmen, was sein Team zuerst verheimlichte, später aber doch zugab. Mit 57 Zählern belegte Hopkins 2008 den 16. WM-Rang.
Im Januar 2009 gab Kawasaki nach langen Spekulationen seinen sofortigen Rückzug aus der MotoGP-Klasse bekannt. Als Grund dafür nannten die Japaner die weltweite Wirtschaftskrise, die das Werk zu Sparmaßnahmen zwang. John Hopkins und sein neuer Teamkollege Marco Melandri standen ohne Arbeitgeber da und mussten sich nach einem neuen Team umsehen. Dennoch machten sich beide Hoffnungen, bei einer Rettung des Kawasaki-Teams, weiterhin für Die Grünen zu starten. Während Melandri beim Kawa-Nachfolger Hayate unterkam, spekulierten die Medien früh über einen Wechsel Hopkins’ in die Superbike-WM, der sich anfangs jedoch nicht bewahrheitete.
Aufgrund des Sturzes von Álvaro Bautista im Training zum Großen Preis von Katar und der daraus resultierenden Verletzungspause des Spaniers, verpflichtete Suzuki John Hopkins als Ersatzfahrer für die einzige im Feld verbliebene Suzuki GSV-R. Seinen ersten Einsatz bestritt Hopkins beim Großen Preis von Spanien in Jerez. Diesen beendete er auf Rang 10 und holte somit bei seinem Comeback die ersten Punkte für Suzuki in der Saison 2011.

### Superbike-Weltmeisterschaft
Am 20. März 2009 wurde offiziell bestätigt, dass John Hopkins in der Saison 2009 für das Team des schwedischen Ex-Grand-Prix-Piloten Johan Stigefelt in der Superbike-Weltmeisterschaft antreten wird. Er wird ab der dritten Veranstaltung im spanischen Valencia an den Start gehen und eine Honda CBR 1000 RR pilotieren, sein Teamkollege wird der Brite Leon Haslam sein. Zu Gunsten des US-Amerikaners löste das Team Stiggy Racing Honda den bestehenden Vertrag mit dem Italiener Roberto Rolfo auf, der seit längerem wegen einer Schulterverletzung nicht einhundertprozentig fit war.

### AMA Superbike Championship
Im Jahr 2010 fuhr Hopkins in der US-amerikanischen AMA Superbike Championship für das Team M4 Monster Suzuki. Auf Grund einer nicht ausgeheilten Handverletzung, die ihm das adäquate Betätigen des Gasgriffs unmöglich machte (Hopkins: „Um das Gas zu kontrollieren musste ich meinen gesamten Arm benutzen“), konnte er auch hier nicht die gewohnten Leistungen abrufen. Er entschied sich auf Grund seiner vielen körperlichen Probleme für eine länge Auszeit, in der er sich zu 100 % auf die Wiederherstellung seiner körperlichen Leistungsfähigkeit fokussierte.

### British Superbike Championship
Im Jahr 2011 nahm John Hopkins an der British Superbike Championship teil, in welcher er für das Cresent-Suzuki-Team antrat. Hiervon erhoffte er sich vor allem wieder eine vollständige, erfolgreiche Motorrad-Saison bestreiten und auf diese Weise für einen fixen Platz in der MotoGP-Klasse bewerben zu können.

## Statistik

### In der Motorrad-Weltmeisterschaft
| Saison | Klasse | Team                   | Motorrad             | Rennen | Siege | Zweiter | Dritter | Poles | Schn. Runden | Punkte | Ergebnis |
| ------ | ------ | ---------------------- | -------------------- | ------ | ----- | ------- | ------- | ----- | ------------ | ------ | -------- |
| 2002   | MotoGP | Red Bull Yamaha WCM    | Yamaha YZR500        | 15     | –     | –       | –       | –     | –            | 58     | 15.      |
| 2003   | MotoGP | Suzuki Grand Prix Team | Suzuki GSV-R         | 14     | –     | –       | –       | –     | –            | 29     | 17.      |
| 2004   | MotoGP | Team Suzuki MotoGP     | Suzuki GSV-R         | 15     | –     | –       | –       | –     | –            | 45     | 16.      |
| 2005   | MotoGP | Team Suzuki MotoGP     | Suzuki GSV-R         | 17     | –     | –       | –       | –     | –            | 63     | 14.      |
| 2006   | MotoGP | Rizla Suzuki MotoGP    | Suzuki GSV-R         | 17     | –     | –       | –       | 1     | –            | 116    | 10.      |
| 2007   | MotoGP | Rizla Suzuki MotoGP    | Suzuki GSV-R         | 18     | –     | 1       | 3       | –     | 2            | 189    | 4.       |
| 2008   | MotoGP | Kawasaki Racing Team   | Kawasaki Ninja ZX-RR | 15     | –     | –       | –       | –     | –            | 57     | 16.      |
| 2011   | MotoGP | Rizla Suzuki MotoGP    | Suzuki GSV-R         | 1      | –     | –       | –       | –     | –            | 6      | 21.      |
| Gesamt | Gesamt | Gesamt                 | Gesamt               | 112    | 0     | 1       | 3       | 1     | 2            | 563    |          |

### In der Superbike-Weltmeisterschaft
| Saison | Team                    | Motorrad          | Rennen | Siege | Zweiter | Dritter | Poles | Schn. Runden | Punkte | Ergebnis |
| ------ | ----------------------- | ----------------- | ------ | ----- | ------- | ------- | ----- | ------------ | ------ | -------- |
| 2009   | Stiggy Racing Honda     | Honda CBR 1000 RR | 7      | –     | –       | –       | –     | –            | 17     | 23.      |
| 2011   | Samsung Crescent Racing | Suzuki GSX-R1000  | 2      | –     | –       | –       | 1     | –            | 20     | 20.      |
| 2012   | Crescent Racing         | Suzuki GSX-R1000  | 20     | –     | –       | –       | –     | –            | 44     | 19.      |
| Gesamt | Gesamt                  | Gesamt            | 29     | 0     | 0       | 0       | 1     | 0            | 81     |          |